# Peter Strohschneider
Peter Strohschneider (* 3. Oktober 1955 in Stuttgart) ist ein deutscher germanistischer Mediävist. Er war von 2006 bis 2011 Vorsitzender des Wissenschaftsrats und vom 1. Januar 2013 bis 31. Dezember 2019 Präsident der Deutschen Forschungsgemeinschaft.

## Leben

### Studium
Peter Strohschneider studierte von 1975 bis 1982 Germanistik und Geschichte und daneben Rechtswissenschaften, Soziologie und Politologie an der Ludwig-Maximilians-Universität, wobei er von 1977 bis 1982 Stipendiat der Studienstiftung des deutschen Volkes war. In München wurde er 1984 mit einer Arbeit unter dem Titel Über Gespräche und Gefährlichkeiten promoviert, die er 1986 überarbeitet als Ritterromantische Versepik im ausgehenden Mittelalter veröffentlichte.

### Laufbahn
In München habilitierte er sich 1991 für das Fach Germanistische Mediävistik mit Unterstützung durch ein Stipendium der Deutschen Forschungsgemeinschaft. Seine Habilitationsschrift Alternatives Erzählen. Interpretationen zu ‚Tristan‘- und ‚Willehalm‘-Fortsetzungen als Untersuchungen zur Geschichte und Theorie des höfischen Romans wurde 1992 mit dem Jahrespreis der Ludwig-Maximilians-Universität ausgezeichnet.
Von 1992 bis 2002 war er Professor für Germanistische Mediävistik und Frühneuzeitforschung an der Technischen Universität Dresden. Als Dekan (1997–2000) war er an der Einrichtung des ersten geisteswissenschaftlichen Sonderforschungsbereichs in den neuen Bundesländern beteiligt (SFB 537 "Institutionalität und Geschichtlichkeit"). 2001 nahm er eine Gastprofessur an der École pratique des hautes études in Paris wahr. Einen Ruf an die Eberhard-Karls-Universität Tübingen lehnte er 2001 ab. 2002 wurde er als Nachfolger von Franz Josef Worstbrock auf den Lehrstuhl für Germanistische Mediävistik an der Universität München berufen. Einen Ruf an die Freie Universität Berlin lehnte er 2008 ab. 2011/12 war er Senior Research Fellow am Freiburg Institute for Advanced Studies, 2012 der erste Dagmar-Westberg-Stiftungsprofessor für Geisteswissenschaften an der Goethe-Universität Frankfurt am Main.
2004 gründete er das internationale Doktorandenkolleg „Textualität in der Vormoderne“ im Elitenetzwerk Bayern und leitete es bis 2006. Seit 2005 war Peter Strohschneider Mitglied des Wissenschaftsrats und von 2006 bis 2011 dessen Vorsitzender. In dieser Funktion war er maßgeblich an der ersten Phase der Exzellenzinitiative zur Förderung von Wissenschaft und Forschung an deutschen Hochschulen beteiligt.
Anfang Juli 2012 wählte die DFG Strohschneider zu ihrem nächsten Präsidenten und Nachfolger von Matthias Kleiner. Er trat das Amt zum 1. Januar 2013 an und hatte es bis zum 31. Dezember 2019 inne.
Im Sommer 2020 wurde Strohschneider zum Vorsitzenden der Zukunftskommission Landwirtschaft berufen, welche die Bundesregierung zur Zukunft der Landwirtschaft berät. Anfang 2024 wurde er als Special Adviser to the President of the European Commission zum Vorsitzenden des „Strategic dialogue on the future of agriculture in the EU“ berufen.
Darüber hinaus hat der Senat der Universität Wien in seiner Sitzung vom 20. Oktober 2022 Strohschneider als Mitglied in den Universitätsrat der Universität Wien für die Funktionsperiode vom 1. März 2023 bis zum 29. Februar 2028 bestellt.

## Auszeichnungen
2010 erhielt er das Bundesverdienstkreuz 1. Klasse.
Die Bayerische Akademie der Wissenschaften wählte Peter Strohschneider 2010 zu ihrem Ordentlichen Mitglied.
Seit 2013 ist er ordentliches Mitglied der Academia Europaea.
2014 wurde er in die Leopoldina gewählt.
Das Seminar für Allgemeine Rhetorik der Eberhard Karls-Universität Tübingen zeichnete Strohschneiders Rede Über Wissenschaft in Zeiten des Populismus bei der Festveranstaltung am 4. Juli 2017 im Rahmen der DFG-Jahresversammlung in Halle/Saale als „Rede des Jahres 2017“ aus.
2022 erhielt er als Vorsitzender der Zukunftskommission Landwirtschaft gemeinsam mit deren Mitgliedern Myriam Rapior und Kathrin Muus und dem Förster Georg Sperber die Professor-Niklas-Medaille des Bundesministeriums für Ernährung und Landwirtschaft.

## Marginalia
In Form einer Wissenschaftssatire befasste sich Strohschneider mit der Theorie der Fußnote, wie sie in wissenschaftlichen Publikationen häufig vorkommt.

## Schriften (Auswahl)
- Ritterromantische Versepik im ausgehenden Mittelalter. Peter Lang, Frankfurt am Main u. a. 1986, ISBN 978-3-8204-8550-9. (Überarbeitete Fassung der Dissertation von 1984)
- Alternatives Erzählen. Interpretationen zu Tristan- und Willehalm – Fortsetzungen als Untersuchungen zur Geschichte und Theorie des höfischen Romans. Habilitationsschrift, München 1991.[15][16]
- Zumutungen: Wissenschaft in Zeiten von Populismus, Moralisierung und Szientokratie. Kursbuch Kulturstiftung, Hamburg 2020, ISBN 978-3-96196-154-2.
- Wahrheiten und Mehrheiten. Kritik des autoritären Szientismus, München 2024, ISBN 978-3-406-81568-3.

- Vita & Verzeichnis seiner Publikationen (PDF; 140 kB) auf der Website der Fakultät für Sprach- und Literaturwissenschaften der LMU (2016)